# For Those About to Rock (We Salute You) (Lied)
For Those About to Rock (We Salute You) ist ein Lied der australischen Hard-Rock-Band AC/DC aus dem Jahr 1981. 

## Entstehung und Veröffentlichung
Das Lied wurde von den AC/DC-Mitgliedern Brian Johnson, Angus Young und Malcolm Young getextet und komponiert. Die Produktion erfolgte durch Robert Lange.
Die Erstveröffentlichung von For Those About to Rock (We Salute You) erfolgte als Teil des gleichnamigen Albums am 23. November 1981 bei Atlantic Records. Am 25. Juni 1982 erschien das Lied als zweite Singleauskopplung aus dem Album. Diese erschien als 7″-Single mit einer Liveversion zu Let There Be Rock als B-Seite.

## Inspiration
Inhaltlich basiert das Stück auf einem antiken Gruß, der von römischen Gefangenen bei ihrer Hinrichtung im Kolosseum verwendet wurde: "Ave, Caesar, morituri te salutant" ("Hail Caesar, those who are about to die salute you", deutsch: "Ave, Caesar, die, die sterben werden, grüßen dich").
Im Februar 2021 verriet Angus Young im Gespräch mit Zane Lowe auf Essentials Radio auf Apple Music 1, dass die Inspiration für den Song der britische Dichter, Romancier und Klassizist Robert Graves war. Young erklärte Lowe, dass der Titel des Songs ursprünglich durch eine Verdrehung einer Zeile von Graves inspiriert wurde. Er erläuterte, dass For Those About to Rock mit Malcolm und ihm entstand, es sei eine Kombination und verriet, wie er "ein kleines Gitarrending" im Intro des Titels schrieb und Malcolm "diese kleine Gitarren-Akkordfolge" hatte. "Also haben wir beide daran gearbeitet und seien auf die Idee mit der Strophe gekommen". Das hätten sie sich die Frage gestellt: "Okay, was sollen wir da singen?" Und ich dachte nur, na ja, manchmal greife ich auf etwas zurück, das ich irgendwo gelesen habe, und da war dieser Schriftsteller Robert Graves, er hatte ein Buch herausgebracht oder eine Geschichte, die er in einer der Zeitungen veröffentlicht hatte, weil er viel über Geschichte geschrieben hat. Und ich hatte es gelesen, und es hieß "Für die, die sterben werden", und er ging auf einen Tag im Kolosseum oder irgendwo in Rom zu der Zeit ein und auf die Dinge, die die Gladiatoren taten. Und ich dachte: "Das könnte passen." Es ging also darum, ob ich eine Möglichkeit finde, etwas zu singen, das dazu passen könnte. Ich glaube, Malcolm dachte zuerst: "Moment mal. Auf was ist der denn?" Und ich sagte: "Na ja, für die, die gleich ..." Und ich habe es reingebracht, ich habe alles reingebracht, "For those about the rock". Das war also der Startschuss."
Später meinte Angust Young, dass die Inspiration für die Kanonen aus einer ganz anderen Quelle stammte. Die Band machte die ersten Aufnahmen am selben Tag, an dem die Hochzeit von Prinzessin Diana im Fernsehen übertragen wurde. Angus erinnerte sich, dass "jemand die Hochzeit im Nebenzimmer übertragen hatte … wir spielten den Teil des Songs, als die Kanonen losgingen, und wir hielten kurz inne und dachten, das es gar nicht so schlecht klinge. Dieser Zufall führte auch dazu, dass eine Kanone auf dem Frontcover des Albums und der Single zu sehen war und lebensgroße napoleonische Kanonen zu einem regelmäßigen Bühnenrequisit bei AC/DC-Konzerten wurden. Die Kanonen, die in dem Lied abgefeuert werden, sind mit explodierenden Feuerwerkskörpern gemischt. Die eigentlichen Takes wurden jedoch erst einen Monat später aufgenommen, da der für die Aufnahmen des Albums verwendete mobile Truck (Mobile One) während der Hochzeit von Charles und Diana für die Aufnahmen von Peter Gabriels viertem gleichnamigen Album verwendet wurde.

## Mitwirkende
- Brian Johnson – Gesang
- Phil Rudd – Schlagzeug
- Cliff Williams – Bassgitarre, Begleitgesang
- Angus Young – Gitarre
- Malcolm Young – Begleitgesang, Gitarre

## Rezensionen
Record World schrieb, dass "Brian Johnsons Stimme wie eine läufige Wildkatze klingt und die verrückten Gitarrenattacken an ein Rudel hungriger Wölfe erinnern, die auf der Jagd sind".

## Kommerzieller Erfolg

### Chartplatzierungen
| ChartsChartplatzierungen     | Höchstplatzierung | Wochen |
| ---------------------------- | ----------------- | ------ |
| Vereinigtes Königreich (OCC) | 15 (7 Wo.)        | 7      |

### Auszeichnungen für Musikverkäufe
| Land/Region | Auszeichnungen für Musikverkäufe (Land/Region, Auszeichnung, Verkäufe) | Verkäufe |
| ----------- | ---------------------------------------------------------------------- | -------- |
| Kanada (MC) | Platin                                                                 | 80.000   |
| Insgesamt   | 1× Platin ·                                                            | 80.000   |

Hauptartikel: AC/DC/Auszeichnungen für Musikverkäufe